# قمع ترشيح

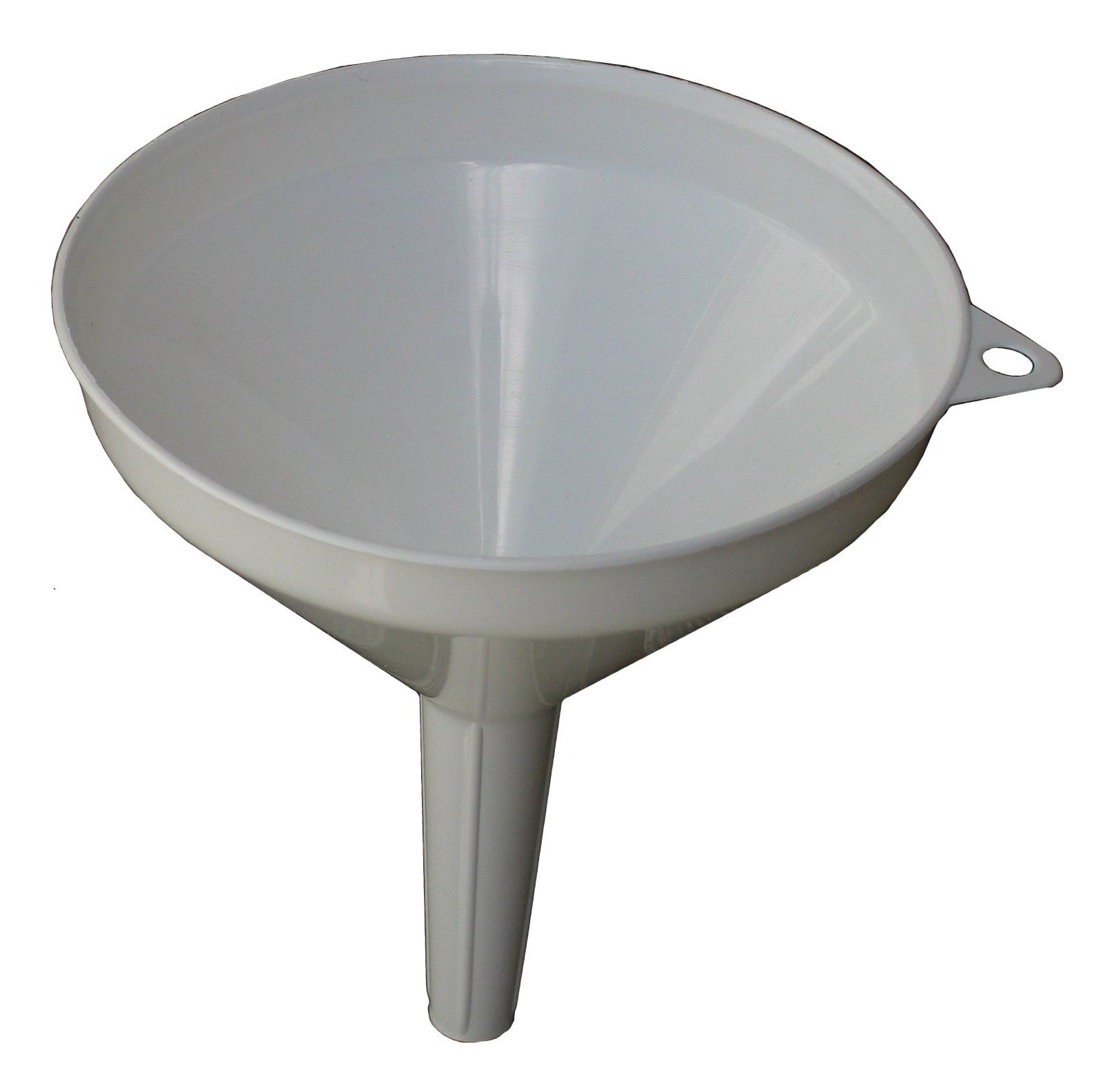

قمع الترشيح هو قمع زجاجي مخروطي توضع فيه ورقة الترشيح مطويّة، في نهايته أنبوب صغير يُنقل فيه السائل بعد ترشيحه إلى وعاء جمعه، ويستخدم لفصل المواد الصلبة عن السوائل عبر عملية الترشيح المختبرية.